# Fabià Puigserver
Fabià Puigserver Plana (Olot, Gerona 1938-Barcelona 1991) fue un escenógrafo, figurinista, actor, director teatral, activista y promotor español de las artes escénicas y de la cultura. Se le considera una figura clave en la renovación del teatro catalán contemporáneo.
Sus padres se exiliaron al terminar la guerra civil española, con lo que primero pasó la niñez en Francia y desde 1951 vivió en Polonia, donde se licenció en escenografía en la Escuela Superior de Bellas Artes de Varsovia. En 1959 volvió a la ciudad de Barcelona y trabajó un tiempo con Andreu Vallvé y Ventosa, pero se estableció por su cuenta e hizo escenografías y figurines para grupos de cámara, universitarios o independientes, y también con la ADB y la Escuela Adrià Gual. Se licenció en escenografía en el Instituto del Teatro de Barcelona, donde fue director del departamento de escenografía y miembro de la Comisión de Estudios. En 1976 fue uno de los fundadores del Teatre Lliure. Aunque se le diagnosticó que padecía SIDA en 1991, trabajó incansablemente en la rehabilitación de la sede del Palacio de la Agricultura, conocido desde 2001 como Teatro Fabià Puigserver. Su fondo se conserva en el Centro de Documentación y Museo de las Artes Escénicas. 

## Biografía

### Infancia y primera juventud
Fabià Puigserver nace en Olot. En 1939, su padre marcha con el ejército de la República y la familia se exilia en Francia. Se instalan en Montpezat, cerca de Toulouse. En Francia, su madre, Manó Plana -muy aficionada a la ópera-, trabaja como costurera y bordadora. En 1951, su padre, mecánico de profesión y con un creciente papel en el PSUC en Francia, es deportado a Argelia, y más tarde, por medio de un comité internacional de solidaridad, se traslada a Varsovia, donde la familia se reunifica.
Fabià descubre su vocación por el teatro y la cultura ya la infancia. En su crecimiento como artista fue muy importante tanto el poso cultural adquirido en sus primeros años como la formación que más tarde recibirá en Polonia. En Varsovia, a 14 años, se inscribe en el Liceo de Artes Plásticas y más tarde en la Escuela de Bellas Artes, donde cursa estudios de escenografía. En aquellos momentos Varsovia es una ciudad con un ambiente cultural muy vivo, desiderátum de la intelectualidad de la Europa del Este. En Varsovia hace una exposición con sus obras (pinturas y dibujos) y comienza a hacer teatro; colabora en montajes de Sadowski en el Teatro Dramatyczny. 

### Regreso a Barcelona y consolidación profesional
En 1959 su familia regresó a Barcelona. A pesar de la nostalgia por Varsovia, lejos de sus amigos y abocado a un panorama teatral débil y dominado por la censura franquista, hace esfuerzos para situarse y desarrollar sus inquietudes.
En 1961, terminado el servicio militar, entra en contacto con la Agrupación Dramática de Barcelona (ADB), donde conoce a Carlota Soldevila. En el mes de octubre ingresa en la Escuela de Arte Dramático Adrià Gual (EADAG), donde es alumno de interpretación y dirección. En el mes de diciembre de ese año estrena Las aventuras de Massagran, de Josep M. Folch i Torres, con el grupo de teatro La Ardilla del ADB, su primer encargo. 
La actividad en la EADAG como actor, escenógrafo y figurinista le permitirá consolidarse y contactar con Josep Montanyès y Francesc Nel·lo. Esta etapa dará muchos frutos. Son ejemplo estrenos como Algú a l'altre cap de peça, de Manuel de Pedrolo; La Dorotea, de Lope de Vega; y Primera història d'Esther  y  La pell de brau de Salvador Espriu.
Una vez abandona la escuela, junto con Francisco Nel.lo, entre otros, inicia el Grupo de Teatro Independiente (GTI), nacido a través de La Lechuza, grupo dedicado al teatro para niños. La nueva etapa, de 1966 a 1970, es heredera del ADB y no se puede explicar sin la experiencia en la EADAG, junto con la idea de teatro como hecho cultural y social que Fabià Puigserver aprendió durante los años polacos. 
El GTI asume el reto de presentar en un local estable (el Casino de la Alianza del Poblenou) montajes experimentales que no siempre reciben el apoyo del público. En 1970 comienza a impartir clases de escenografía en el Institut del Teatre. Los años siguientes es jefe de este departamento, miembro de la Comisión Coordinadora de Estudios y director de talleres de interpretación en el Instituto. Junto con Iago Pericot, su aportación es clave en la renovación de los estudios de escenografía y en la formación de toda una generación de escenógrafos. 
En el año 1975, con Josep Montanyès y Guillem-Jordi Graells, crea el Teatro del Escorpión, donde hace el paso hacia la dirección escénica. Junto con Guillem-Jordi Graells, dirige una obra de Joan Brossa Quiriquibú. Este año establece por primera vez tándem profesional con Lluís Pasqual a través de su participación en La Semana Trágica.
La actividad del teatro independiente durante estos años se había consolidado con compañías como Els Joglars y Comediants, y Fabià Puigserver quería dar un salto cualitativo hacia la profesionalización.

### Nuevo teatro

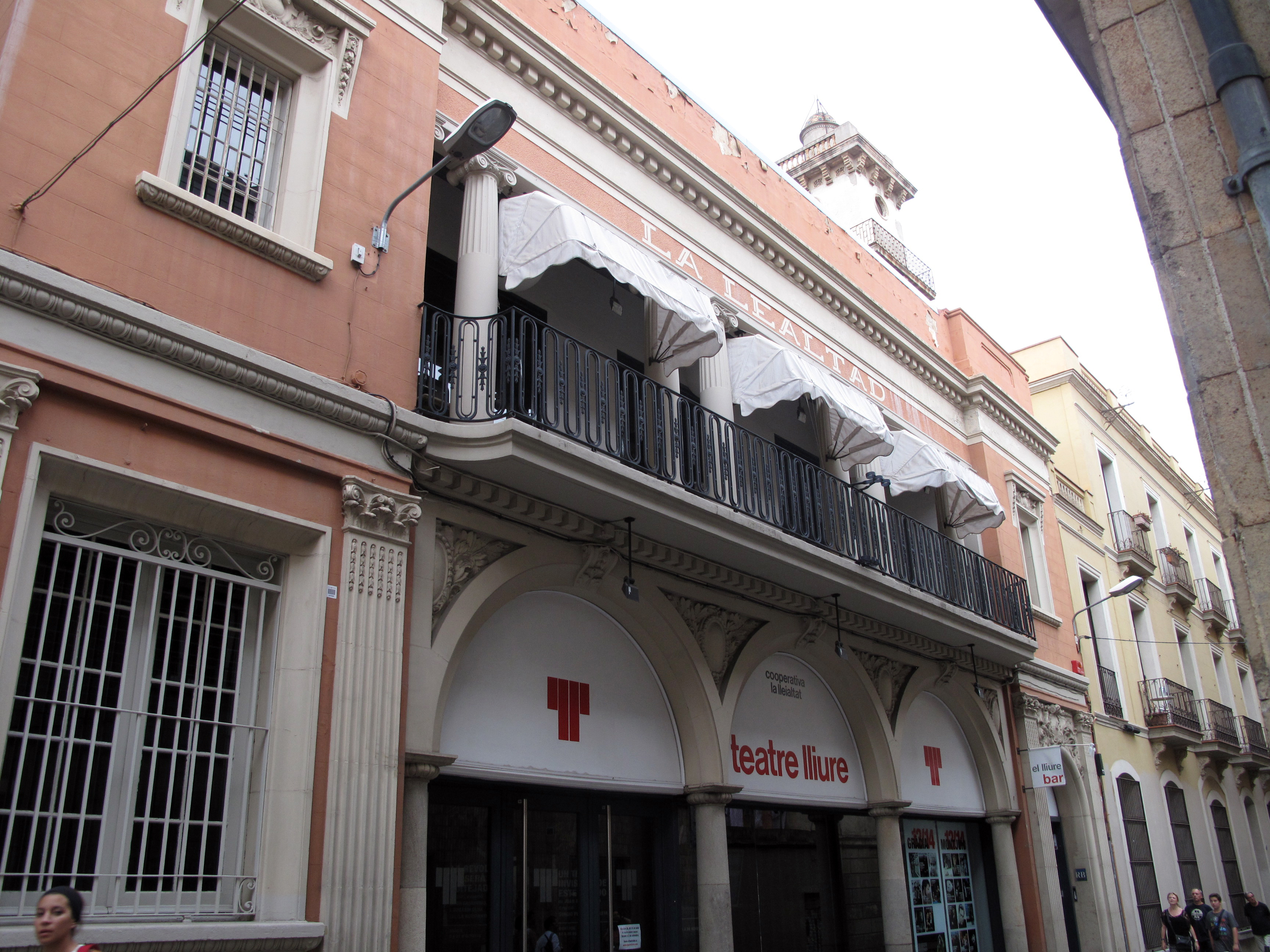
Fachada del "Teatre Lliure" en la sede de la ex-cooperativa Lleialtat

Ante la falta de relevo generacional, en 1976 la cooperativa de consumo del barrio de Gracia La Lealtad se plantea la posibilidad de alquilar su teatro a algún grupo o entidad con capacidad de volver a ofrecer una programación teatral. Joaquim Gubern, presidente de la cooperativa, entra en contacto con Fabià Puigserver, que, con unos cuantos jóvenes compañeros de profesión, acaban convenciéndolo - a él y a la asamblea de socios de la entidad-, que son los mejores candidatos para liderar la nueva etapa del teatro. 
Acababa de nacer uno de los proyectos más singulares y renovadores del teatro catalán contemporáneo: el Teatre Lliure. El objetivo era crear un teatro estable para poder desarrollar integralmente todo el proceso de creación escénica, a partir de un equipo sólido de profesionales en el que cada uno pudiera aportar riqueza desde su ámbito de conocimiento. Una característica fundamental del modelo es la integración, en un mismo espacio, de los procesos de creación, producción y representación. Este hecho, junto con la necesidad de que todos los miembros del equipo se impliquen en las más diversas tareas del teatro, genera la energía necesaria para sacar adelante un proyecto que día a día asume nuevos retos. El colectivo inicial, además de Fabià Puigserver, lo forman: Muntsa Alcañiz, Xavier Clot, Imma Colomer, Francisco Espluga, Joan Ferrer, Lluís Homar, Carlos Jorge, Quim Lecina, Anna Lizaran, Josep Minguell, Lluís Pasqual, Pere Planella, Juan Ponce, Domènec Reixach, Fermí Reixach, Josep Ros Ribas, Antonio Sevilla y Carlota Soldevila. 
El público es una de las claves del nuevo espacio. El antiguo teatro a la italiana se convierte en una sala abierta, completamente libre, en la que se pueden crear diferentes ámbitos escénicos según cada montaje, para integrar los espectadores. 
La programación, elaborada a partir de los intereses y las motivaciones del equipo de trabajo, pero también de la respuesta del público, incluye montajes teatrales, pero también de danza, así como conciertos. Se trata de un modelo de programación radicalmente renovador y que gusta al público. 
La formación de un equipo de trabajo estable con unos objetivos homogéneos comprometidos con una sociedad y con unos criterios éticos, y la dedicación exclusiva, junto con unos espectáculos dirigidos a nuevos públicos en un marco democrático, son los puntales de la continuidad del Teatro Libre .
La incidencia del "modelo libre" fue considerable durante los años de la transición política, marcados por un acelerado proceso de profesionalización al lado de la lucha reivindicativa y la reclamación de nuevos proyectos, perspectivas y equipamientos. Pero, sobre todo, la crítica y los historiadores han destacado el salto cualitativo que representaron las producciones del Teatre Lliure. La elección de los textos, el rigor de las puestas en escena y el conjunto del hecho teatral, todo ello, lo convirtió en un referente escénico de primer nivel. En este marco, cabe destacar el papel de Fabià Puigserver, pero también el del conjunto del equipo, así como el de multitud de colaboradores y, en definitiva, el de una generación de creadores e intérpretes que han contribuido de forma decisiva a la modernización del teatro catalán contemporáneo. 

### Últimos años
Diez años después de la fundación del Teatre Lliure, en Gracia, el éxito y la consolidación del proyecto hacen plantear la necesidad de un nuevo espacio, más amplio, con una capacidad mayor y donde se pudiera desplegar toda la actividad relacionada con la producción de los espectáculos (incluyendo los espacios de taller y almacén). Paralelamente, y con el fin de asegurar la viabilidad del proyecto, se proponen nuevas fórmulas organizativas, que darán lugar a la Fundación Teatro Libre - Teatro Público de Barcelona. El Teatro Libre se quiere convertir en un verdadero "teatro público" (papel que hasta entonces ya ejercía, pero con una financiación pública muy limitado).
Fabià Puigserver, junto con Manuel Núñez Yanowsky, Josep Montanyès y Guillem-Jordi Graells, forman un equipo que pretende impulsar la remodelación de la plaza de toros Las Arenas como nueva sede. Este espacio es desestimado por el Ayuntamiento de Barcelona al proyectarse la ampliación de la Fira de Barcelona. A cambio, se les ofrece el Palacio de la Agricultura, en la montaña de Montjuïc y el cuadrante que delimitará una futura Ciudad del Teatro. En abril de 1991 se presenta el anteproyecto arquitectónico, último acto público al que puede asistir Fabià Puigserver, que muere el 31 de julio del mismo año.

## Obra

### Obras que ha dirigido
- Els constructors d'Imperis de Boris Vian (Madrid, 1964).
- La zapatera prodigiosa de Federico García Lorca y La vida es sueño de Pedro Calderón de la Barca (1965).
- Semper nunc (1967)
- Antígona de Jean Anouilh (para la televisión polaca, 1967).
- Les noces de Figaro de Beaumarchais (1968).
- Els baixos fons de Máximo Gorki (1969).
- La paz (Madrid, 1970)
- Tot amb patates de Sean O'Casey (1970).
- El retaule del flautista de Jordi Teixidor i Martínez (1971).
- Yerma de Federico García Lorca (1972).
- Bodas de sangre de Federico García Lorca (Berna, 1975).
- Àlias Serrallonga de Els Joglars, La Setmana Tràgica, Terra Baixa y El rey que rabió (1975).
- Quiriquibú (1976) de Joan Brossa.
- Una altra Fedra, si us plau de Salvador Espriu (1978).
- M-7 Catalònia de Els Joglars (1978).
- Medea de Eurípides (1981).
- Seven Daggers (1982, para el National Ballet of Canada, en Toronto).
- Don Carlo (Madrid, 1984).
- Madre Coraje de Bertolt Brecht (Madrid, 1986).
- La bona persona de Sezuan (1988) de Bertolt Brecht.
- Les noces de Fígaro (1989) de Beaumarchais.
- Terra baixa (1990) de Ángel Guimerá.
- Història del soldat (1991) de Ígor Stravinski/Charles-Ferdinand Ramuz
- Mahagonny, de Bertolt Brecht.
- Titus Andrònic, de Shakespeare.
- La nit de les tríbades, de P. O. Enquist.
- Jordi Dandin, de Molière.

## Escenografías
- Primera història d'Esther de Salvador Espriu con dirección de Ricard Salvat (1960).
- Algú a l'altre cap de peça de Manuel de Pedrolo dirigido por Marla Aurèlia Capmany.
- El adefesio de Rafael Alberti Merello con dirección de Mario Gas (1968).
- El retaule del flautista, de Jordi Teixidor (1970).
- Lisístrata de Aristófanes por la compañía de Aurora Bautista, con dirección de José Luis Gómez (Madrid, 1972).
- La señorita Julia de August Strindberg y Canta gallo perseguido de Sean O'Casey (Madrid, 1974). ambas con dirección de Adolfo Marsillach.
- Camí de nit, 1854 (dirección de Pasqual).
- La cacatua verda, de Schnitzler (dirección de Pere Planella).
- Leonci i Lena, de Georg Büchner (Pasqual).
- Hedda Gabler, de Ibsen (Planella).
- La vida del rei Eduard II d'Anglaterra, de Christopher Marlowe y Bertolt Brecht (Pasqual, con Josep Maria Flotats de protagonista).
- La bella Helena, de Jacques Offenbach/Hacks (Planella).
- Les tres germanes, de Chéjov (Pasqual).
- El balcó, de Jean Genet (Pasqual).

## Premios
Algunos de los reconocimientos:
- Medalla del Ciclo de Teatro Latino de Barcelona en 1967.
- Medalla Internacional de Los Ángeles 1974.
- Medalla de oro de Valladolid 1974.
- Premio Nacional de Escenografía 1975.
- Premio Nacional de Escenografía 1979.
- Medalla Ciudad de Barcelona 1980 y 1985.

## Exposiciones
El 1 de diciembre de 2011 se le dedica una exposición conmemorativa con el título "Fabià Puigserver, teatre d'art en llibertat" en el Centre de Documentació i Museu de les Arts Escèniques, cuya sede está en el Instituto del Teatre de Barcelona.

## Fondos
En el Centro de Documentación y Museo de las Artes Escénicas se conserva el Fondo Fabià Puigserver, que va desde 1956 hasta el 1991. El acceso es restringidos a los investigadores. Está formado por un conjunto de documentos del escenógrafo y figurinista, relacionado con su actividad profesional, y dibujos originales de otros artistas que coleccionaba. 500 bocetos, 300 planos escenográficos, 1800 figurines, 250 fotografías, 27 maquetas, 250 dibujos y pinturas, 15 grabados, 20 cuadernos.